# Christine Avel
Pour les articles homonymes, voir Avel.
Christine Avel, née en 1968, est romancière, nouvelliste, autrice pour la jeunesse. 

## Biographie
Après des études à HEC, elle rejoint une ONG au Cambodge et continuera après la publication de son premier roman de travailler comme consultante spécialiste du développement, voyageant en Afrique et en Asie. Elle vit à l’étranger puis à Montpellier, avant de s’installer à Paris.
Ses deux premiers livres, Double Foyer et L’Apocalypse sans peine (prix Jean-Monnet des lycéens), ont été publiés au Dilettante. Le suivant, Autoportrait à la valise a paru au Seuil. Son dernier roman, Ici seulement nous sommes uniques, est publié par Buchet-Chastel en août 2019.
Ses romans pour la jeunesse paraissent à L'École des loisirs.
Elle écrit également pour la radio et la revue Décapage, et a écrit des textes courts pour des ouvrages collectifs.
Elle est administratrice de la Société des gens de lettres depuis 2017.

## Ouvrages

### Littérature générale
- Double Foyer, Le Dilettante, 2005 (roman)[6]
- L’Apocalypse sans peine, Le Dilettante, 2006 (nouvelles)[7]
- Autoportrait à la valise, Seuil, 2016 (roman)
- Ici seulement nous sommes uniques, Buchet-Chastel, 2019 (roman)[8],[9]

### Littérature jeunesse
- Le Creux des maths, L’école des loisirs, 2012
- La Revanche de Nébouzat-le-Froid, L’école des loisirs, 2013
- Brigitte fait peur aux frites, L’école des loisirs, 2013
- Ulysse 15, L’école des loisirs, 2015
- Chasseur de cyclones, L’école des loisirs, 2017
- Stage de survie, L’école des loisirs, 2018

### Ouvrages collectifs
- « Les Quatre Filles du docteur March », in Dictionnaire des personnages populaires de la littérature, collectif, Seuil, 2010

## Sélections et récompenses
- Finaliste prix SGDL du premier roman 2005 et du prix du premier roman des Mots Doubs (Besançon) pour Double foyer
- Prix Jean Monnet des Lycéens 2006 pour le recueil de nouvelles L’Apocalypse sans peine[10]
- Finaliste prix Place aux nouvelles 2006 pour L’Apocalypse sans peine
- Prix LivreFranche 2016  et sélection Azimut 2018 pour Ulysse 15[11]
- Prix Opalivres 2013 pour Le Creux des maths[12]
- Prix Littérature Jeunesse (Etablissements scolaires marocains et Institut français de Rabat) pour Le Creux des maths, 2019[13]